# Steve Guttenberg

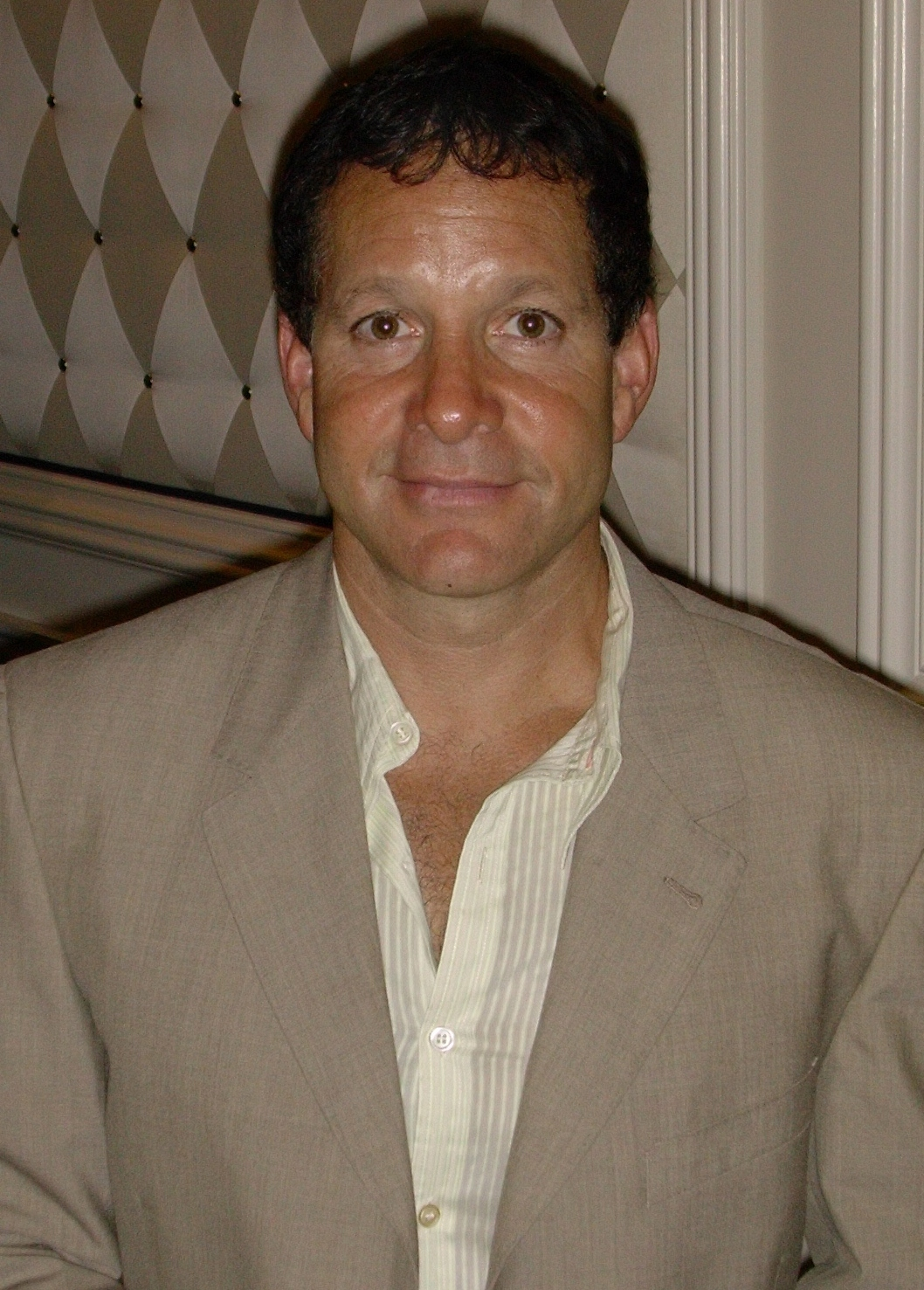
Steve Guttenberg 2005.

Steven Robert "Steve" Guttenberg, född 24 augusti 1958 i Brooklyn i New York, är en amerikansk film- och TV-skådespelare. 

## Biografi
Steve Guttenberg blev känd under 1980-talet efter en serie av huvudroller i större Hollywood-filmer, som till exempel Cocoon – djupets hemlighet (1985), Tre män och en baby (1987) och som Mahoney i Polisskolan-filmerna. Han har också spelat sig själv i ett antal TV-serier, bland annat i ett avsnitt av komediserien Jims värld. Guttenberg har en ingenjörsexamen i miljöteknik och avancerad ubåtsteknik.

### Privatliv
Steve Guttenberg är son till Ann Guttenberg (född Newman) och Jerome Stanley "Stan" Guttenberg.
Han var gift med Denise Bixler 1988-1992.

## Filmografi (urval)
- 1977 – Berg och dalbanan (ej krediterad)
- 1978 – Pojkarna från Brasilien
- 1980 – Can't Stop the Music
- 1981 – Miraklet på isen
- 1982 – Fiket
- 1983 – Dagen efter (TV-film)
- 1984 – Polisskolan
- 1985 – Polisskolan 2 – Första uppdraget
- 1985 – Cocoon – djupets hemlighet
- 1985 – Läkarskolan
- 1986 – Polisskolan 3 – Begåvningsreserven
- 1986 – Nr 5 lever!
- 1987 – Vittnet i fönstret
- 1987 – Polisskolan 4 – Kvarterspatrullen
- 1987 – Pang i rutan (delen "Two I.D.'s")
- 1987 – Älskling, jag ger mej
- 1987 – Tre män och en baby
- 1988 – Snacka om spöken
- 1988 – Cocoon – återkomsten
- 1989 – Liberian Girl (musikvideo)
- 1990 – Säg inte att det är jag...
- 1990 – Tre män och en liten tjej
- 1995 – Gröngölingarna slår tillbaka
- 1995 – Hemma är bäst
- 1995 – Två skall man vara
- 1997 – Zeus och Roxanne
- 1998 – Airborne
- 2008 – Private Valentine: Blonde & Dangerous
- 2009 – Cornered!
- 2010 – Ay Lav Yu
- 2016 – Sharknado: The 4th Awakens
- 2025 – American Summer